# Tilia mexicana
Tilia mexicana,  es una especie arbórea de la familia de malváceas.

## Descripción
Es un árbol pequeño o arbusto, con follaje vistoso, sus hojas tienen forma de corazón, de color verde claro, algunas con el borde en forma de sierra. Las flores son de color amarillento.

## Distribución y hábitat
Originaria de México, habita en climas cálidos, semicálidos y templados, entre los 1000 y los 2000 metros. Crece en terrenos de cultivo o asociada a bosques tropicales caducifolios y subcaducifolios, bosques espinosos, mesófilo de montaña, de encino y de pino.

## Propiedades
El té de tila, como popularmente se le conoce a esta especie, es particularmente empleado en la zona centro del país para calmar los nervios (Hidalgo, Michoacán, Morelos, Puebla, Tlaxcala y Veracruz). Asimismo, con frecuencia es utilizada contra enfermedades del corazón y presión arterial. Además, se menciona su uso para aliviar el cólico menstrual. En general, se recomienda tomar la cocción de la flor como tratamiento de todos estos padecimientos.

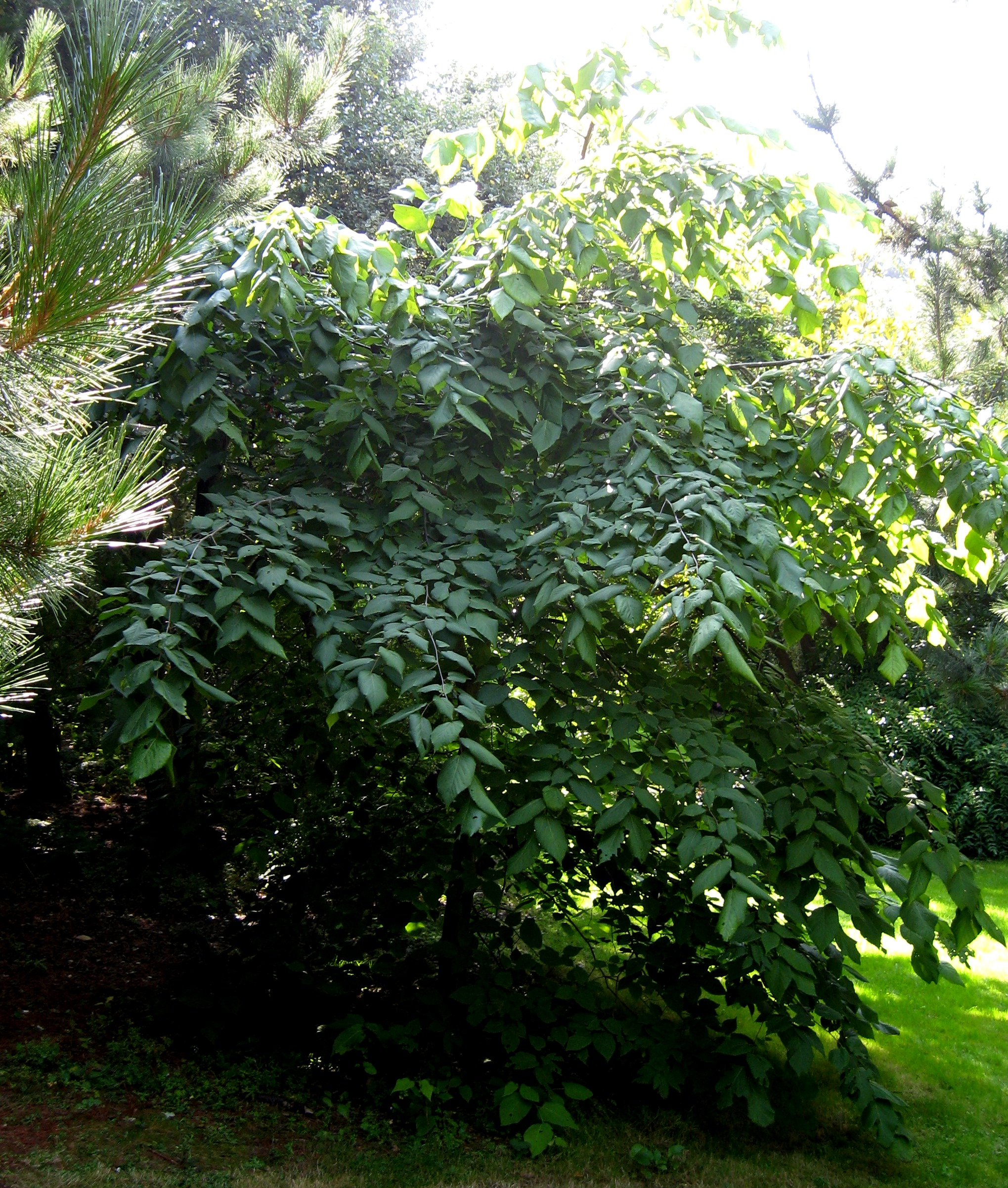
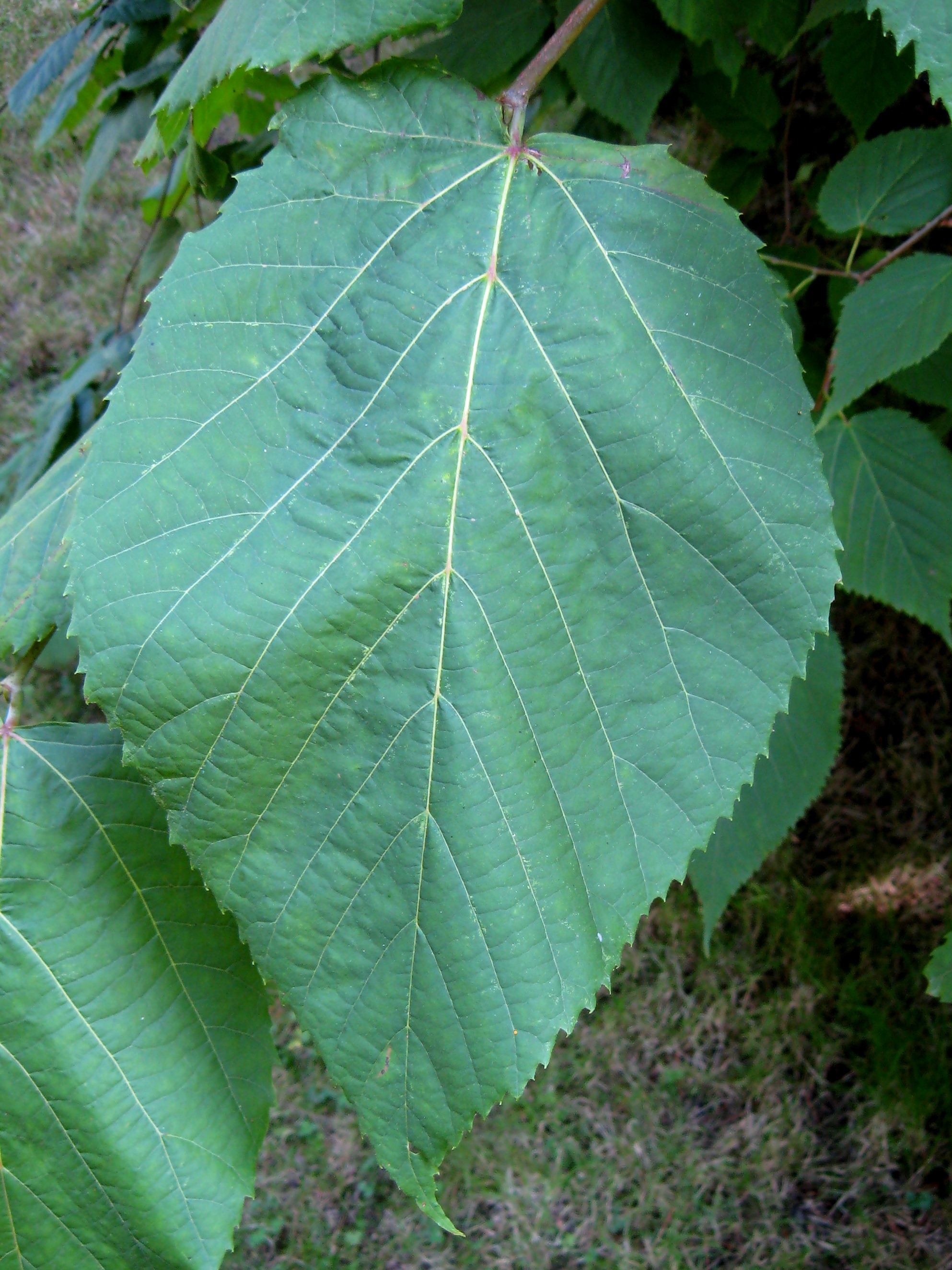
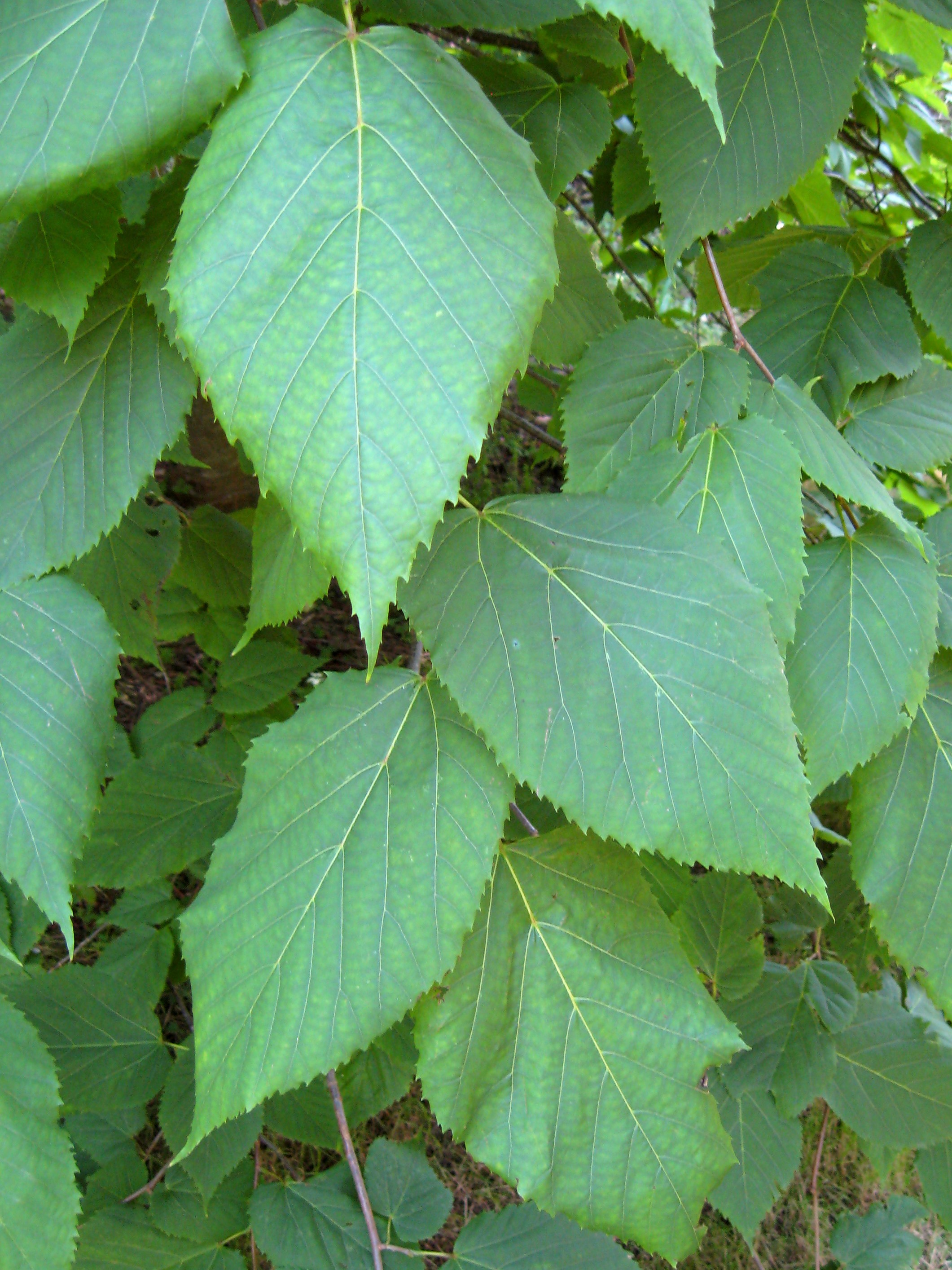
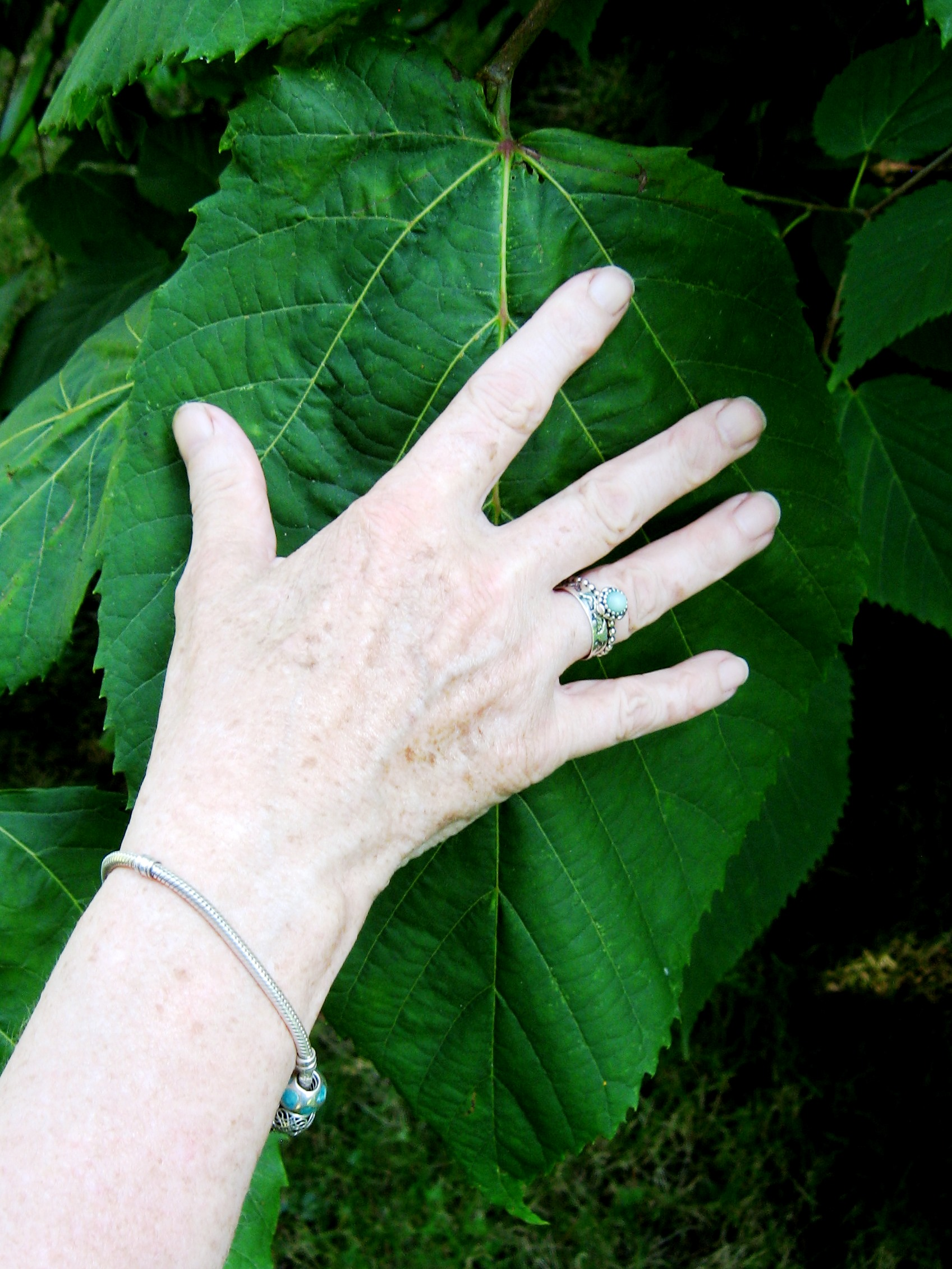

## Historia
En el siglo XX, Alfonso Herrera Fernández menciona; ”se usa como antiespasmódico y con mucha frecuencia como excipiente. Posteriormente, Maximino Martínez la define como antiespasmódico y antitusígeno. Luis Cabrera de Córdoba indica su uso como antidisentérico, antiespasmódico, contra cólicos hepáticos, congestión hepática, enterocolitis, como eupéptico, contra gastroenteritis, hemorroides y como sedante. Finalmente, la Sociedad Farmacéutica de México la caracteriza como antiespasmódico.

## Farmacología
Estudios realizados en el Laboratorio de Productos Naturales de la Universidad Michoacana de San Nicolás de Hidalgo de Morelia, Michoacán, han mostrado la acción sedante en ratones, de un extracto butanólico de las flores.

## Taxonomía
Tilia mexicana fue descrita por  Schltdl. y publicado en Linnaea 11: 377. 1837. 
Etimología
Tilia: nombre genérico que deriva de las palabras griegas: ptilon (= ala), por la característica de las brácteas que facilita la propagación de la fruta por el viento.
mexicana: epíteto geográfico que alude a su localización en México.
Sinonimia
- Tilia americana var. mexicana (Schltdl.) Hardin	basónimo
- Tilia houghii Rose	Tilia houghii Rose
- Tilia mexicana var. occidentalis V. Engl.
- Tilia pringlei Rose[3]

## Denominación popular
- Flordetila, flordetilia, tilia;[1]